# 巫山云雨
《巫山云雨》是中国导演章明拍摄的一部影片。该片摄于1995年，但长期无法公映，直到2003年在中央电视台电影频道播出。该片曾获1996年韩国釜山电影节“新潮流”金奖、加拿大温哥华电影节龙虎奖等。

## 情节
长江三峡大坝工程开工，巫山的一个小镇将被水淹没。30岁的单身男人麦强是揪石子信号站的信号员，终日过着单调生活。他的朋友马兵有一日带来了女友丽丽，并将她与麦强骗入同一房间，但他俩跑出去看了江边风景，晚上什么都没发生。
年轻寡妇陈青是镇上一国营旅社服务员，与儿子相依为命。旅店老板经常去看她，老是打她的主意，但陈青不愿意。她准备与一水手结婚。 
某天，麦强与马兵逛街偶遇陈青，麦强突然发现陈青似曾相识，与其发生了性关系，然后留下身上全部的钱离开。老莫向当地公安——即将新婚的吴刚告发麦强强奸，然而经过对二人的数次审讯后，认定麦强无罪。众人认为陈青有风化问题，总是对她指指点点。
麦强从马兵嘴里得知陈青的窘境，他游过长江，回到陈青身边。

## 主题与风格
该片色调灰暗，采用三段叙事结构，将看似不相干的事情组织在一起。二人意外相遇的部分通过马兵的叙述引出，与吴刚的具有强烈现实感的生活形成鲜明对比。通过避免出现中心事件，影片以简洁平淡的叙事讲述小人物生活的残酷性。全盘使用非职业演员，麦强的扮演者从头表情僵硬，却传递出内心的丰富，表演质朴、自然。对三峡风景的摄影充满抒情性，具有含蓄美。

## 外部連結
- 互联网电影数据库（IMDb）上《巫山雲雨》的资料（英文）